# Burckella obovata
Burckella obovata ist ein Baum in der Familie der Sapotengewächse von den Salomonen, dem Bismarck-Archipel, Vanuatu bis nach Neuguinea und den Molukken sowie nach Fidschi.

## Beschreibung
Burckella obovata wächst als immergrüner Baum bis über 20 Meter hoch. Der Stammdurchmesser erreicht über 85 Zentimeter und es können höhere Brettwurzeln vorkommen. Der Baum führt einen Milchsaft, Latex.
Die einfachen und kurz gestielten Laubblätter sind schraubig an den Zweigenden angeordnet. Der kurze Blattstiel ist bis 3–4 Zentimeter lang. Die ganzrandigen, leicht ledrigen und verkehrt-eiförmigen, bespitzten Blätter sind bis zu 15–35 Zentimeter lang mit keilförmiger Basis. Sie sind fast kahl, mit gefiederter Nervatur und undeutlichen Seitenadern. Die Nebenblätter sind abfallend.
Die Blüten erscheinen in vielblütigen Büscheln an den Zweigenden. Die kleinen, zwittrigen, fünfzähligen, weißlichen und gestielten Blüten besitzen eine doppelte Blütenhülle. Die schlanken Blütenstiele sind bis 2,5–3,5 Zentimeter lang. Die 4 kleinen, mehr oder weniger behaarten Kelchblätter in 2 Paaren sind dachig. Die Kronblätter sind in einer kurzen Röhre, mit bärtigem Schlund, verwachsen mit 8 etwa ebenso langen, dachigen, leicht spreizenden Lappen. Es sind einige (9–16) freie, kurze Staubblätter mit behaarten Staubfäden oben in der Kronröhre vorhanden. Der mehrkammerige, kahle Fruchtknoten ist oberständig mit einem langen, konischen Griffel mit minimaler, kopfiger Narbe. Es ist ein dünner Diskus vorhanden.
Es werden ellipsoide bis rundliche oder verkehrt-eiförmige, bis etwa 7–12 Zentimeter lange, bräunlich-grüne, einsamige, leicht rippige Früchte (Beeren oder Steinfrüchte) mit Griffelresten gebildet. Der schmal ellipsoide, dickschalige Samen, in einem weißlichen Fruchtfleisch, ist recht groß und bis etwa 4–6 Zentimeter lang sowie mit einem großen, leicht texturierten Hilum auf einer Seite.

## Taxonomie
Das Basionym wurde 1786 von Johann Georg Adam Forster in Florulae Insularum Australium Prodromus Seite 200 als Bassia obovata erstbeschrieben. Die Art wurde 1890 von Jean Baptiste Louis Pierre in Notes Botaniques Sapotacées Seite 4 als Burckella obovata (Forst.) Pierre in die Gattung Burckella gestellt. Der Gattungsname ehrt den holländischen Botaniker William Burck (1848–1910).

## Verwendung
Die Früchte werden meist roh aber auch gekocht oder geröstet gegessen. Sie werden meist noch unreif gepflückt, um sie vor Fruchtschädlingen zu schützen, und dann noch ein paar Tage liegengelassen, so dass sie noch nachreifen.
Das recht gute, mittelschwere aber mäßig beständige Holz wird für verschiedene Anwendungen genutzt.